# Javron-les-Chapelles
Javron-les-Chapelles és un municipi francès situat al departament de Mayenne i a la regió de País del Loira. L'any 2007 tenia 1.467 habitants.

## Demografia

### Població
El 2007 la població de fet de Javron-les-Chapelles era de 1.467 persones. Hi havia 622 famílies de les quals 212 eren unipersonals (88 homes vivint sols i 124 dones vivint soles), 205 parelles sense fills, 181 parelles amb fills i 24 famílies monoparentals amb fills.
La població ha evolucionat segons el següent gràfic:
Habitants censats

### Habitatges
El 2007 hi havia 827 habitatges, 634 eren l'habitatge principal de la família, 99 eren segones residències i 93 estaven desocupats. 798 eren cases i 28 eren apartaments. Dels 634 habitatges principals, 467 estaven ocupats pels seus propietaris, 158 estaven llogats i ocupats pels llogaters i 10 estaven cedits a títol gratuït; 8 tenien una cambra, 41 en tenien dues, 106 en tenien tres, 190 en tenien quatre i 289 en tenien cinc o més. 462 habitatges disposaven pel capbaix d'una plaça de pàrquing. A 299 habitatges hi havia un automòbil i a 239 n'hi havia dos o més.

### Piràmide de població
La piràmide de població per edats i sexe el 2009 era:
| Homes | Edats   | Dones |
| ----- | ------- | ----- |
| 4     | 95 o +  | 20    |
| 0     | 90 a 94 | 24    |
| 20    | 85 a 89 | 24    |
| 4     | 80 a 84 | 16    |
| 48    | 75 a 79 | 64    |
| 36    | 70 a 74 | 60    |
| 64    | 65 a 69 | 60    |
| 16    | 60 a 64 | 28    |
| 24    | 55 a 59 | 28    |
| 40    | 50 a 54 | 48    |
| 48    | 45 a 49 | 32    |
| 68    | 40 a 44 | 28    |
| 56    | 35 a 39 | 44    |
| 52    | 30 a 34 | 64    |
| 40    | 25 a 29 | 32    |
| 28    | 20 a 24 | 32    |
| 60    | 15 a 19 | 56    |
| 48    | 10 a 14 | 32    |
| 52    | 5 a 9   | 36    |
| 32    | 0 a 4   | 32    |

## Economia
El 2007 la població en edat de treballar era de 820 persones, 596 eren actives i 224 eren inactives. De les 596 persones actives 563 estaven ocupades (319 homes i 244 dones) i 33 estaven aturades (16 homes i 17 dones). De les 224 persones inactives 112 estaven jubilades, 60 estaven estudiant i 52 estaven classificades com a «altres inactius».

### Ingressos
El 2009 a Javron-les-Chapelles hi havia 635 unitats fiscals que integraven 1.409 persones, la mediana anual d'ingressos fiscals per persona era de 16.087 €.

### Activitats econòmiques
Dels 65 establiments que hi havia el 2007, 1 era d'una empresa extractiva, 4 d'empreses alimentàries, 8 d'empreses de fabricació d'altres productes industrials, 7 d'empreses de construcció, 16 d'empreses de comerç i reparació d'automòbils, 5 d'empreses de transport, 4 d'empreses d'hostatgeria i restauració, 5 d'empreses financeres, 1 d'una empresa immobiliària, 5 d'empreses de serveis, 7 d'entitats de l'administració pública i 2 d'empreses classificades com a «altres activitats de serveis».
Dels 19 establiments de servei als particulars que hi havia el 2009, 1 era una oficina de correu, 2 oficines bancàries, 4 tallers de reparació d'automòbils i de material agrícola, 1 paleta, 2 fusteries, 1 lampisteria, 1 electricista, 1 empresa de construcció, 2 perruqueries, 2 veterinaris i 2 restaurants.
Dels 6 establiments comercials que hi havia el 2009, 1 era una botiga de menys de 120 m², 1 una fleca, 2 carnisseries, 1 un drogueria i 1 una floristeria.
L'any 2000 a Javron-les-Chapelles hi havia 74 explotacions agrícoles que ocupaven un total de 2.765 hectàrees.

## Equipaments sanitaris i escolars
El 2009 hi havia 1 farmàcia i 1 ambulància.
El 2009 hi havia 2 escoles elementals.

## Poblacions més properes
El següent diagrama mostra les poblacions més properes.